# Hebella venusta
Hebella venusta is een hydroïdpoliep uit de familie Hebellidae. De poliep komt uit het geslacht Hebella. Hebella venusta werd in 1877 voor het eerst wetenschappelijk beschreven door Allman. 